# Durningen
Durningen (deutsch Dürningen) ist eine französische Gemeinde mit 676 Einwohnern (Stand 1. Januar 2021) im Département Bas-Rhin in der Region Grand Est (bis 2015 Elsass). Durningen ist Mitglied der Communauté de communes du Kochersberg und das höchstgelegene Dorf im Kochersberg. Am 1. Januar 2015 wechselte die Gemeinde vom Arrondissement Strasbourg-Campagne zum Arrondissement Saverne.

## Geschichte
Wappenbeschreibung: In Silber ein roter Sparren von drei sechsstrahligen schwarzen Sternen begleitet.

### Mittelalter
Die älteste erhaltene Erwähnung von Durningen, unter dem Namen Deorangus, stammt von 724. Danach folgten die Namen Teuringas (742), Thurinca (787), Thuringen (1276) und schließlich Turningen und Durningen (1371).
Das Dorf Dürningen war ein Kondominium zwischen der Herrschaft Lichtenberg und dem Bischof von Straßburg. Die Lichtenberger Hälfte war Allod und dem Amt Buchsweiler zugeordnet, das am Anfang des 14. Jahrhunderts als Amt der Herrschaft Lichtenberg entstand. Vor 1272 war die bischöflich-straßburger Hälfte des Dorfes an Lichtenberg verpfändet. 1335 wurde eine Landesteilung zwischen der mittleren und der jüngeren Linie des Hauses Lichtenberg durchgeführt. Die Lichtenberger Rechte in Durningen fielen dabei an Ludwig III. von Lichtenberg, der die jüngere Linie des Hauses begründete. 1398 war der Lichtenberger Anteil an Dürningen Teil der Pfandmasse, die die Aussteuer von Hildegard von Lichtenberg bei ihrer Heirat mit Graf Simund Wecker von Zweibrücken-Bitsch garantierte.
Anna von Lichtenberg (* 1442; † 1474), Tochter von Ludwig V. von Lichtenberg (* 1417; † 1474), und eine von zwei Erbtöchtern mit Ansprüchen auf die Herrschaft, heiratete 1458 den Grafen Philipp I. den Älteren von Hanau-Babenhausen (* 1417; † 1480). Der hatte eine kleine Sekundogenitur aus dem Bestand der Grafschaft Hanau erhalten, um sie heiraten zu können. Durch die Heirat entstand die Grafschaft Hanau-Lichtenberg. Nach dem Tod des letzten Lichtenbergers, Jakob von Lichtenberg, eines Onkels von Anna, erhielt Philipp I. d. Ä. 1480 die Hälfte der Herrschaft Lichtenberg. Die andere Hälfte gelangte an seinen Schwager, Simon IV. Wecker von Zweibrücken-Bitsch. Das Amt Buchsweiler – und damit auch Dürningen – gehörten zu dem Teil von Hanau-Lichtenberg, den die Nachkommen von Anna erbten.

### Neuzeit
Graf Philipp IV. von Hanau-Lichtenberg (1514–1590) führte nach seinem Regierungsantritt 1538 die Reformation in seiner Grafschaft durch, die nun lutherisch wurde. Da allerdings der Bischof von Straßburg zur Hälfte Miteigentümer von Dürningen war, blieb hier auch nach der Reformation eine römisch-katholische Pfarrei bestehen.
Mit der Reunionspolitik Frankreichs unter König Ludwig XIV. kam das Amt Buchsweiler unter französische Oberhoheit. Nach dem Tod des letzten Hanauer Grafen, Johann Reinhard III. 1736, fiel das Hanau-Lichtenberg – und damit auch das Amt Buchsweiler – an den Sohn seiner einzigen Tochter, Charlotte, Landgraf Ludwig (IX.) von Hessen-Darmstadt. Mit dem durch die Französische Revolution begonnenen Umbruch wurde Dürningen französisch.

### Bevölkerungsentwicklung
| Jahr      | 1798 | 1962 | 1968 | 1975 | 1982 | 1990 | 1999 | 2006 | 2017 |
| Einwohner | 331  | 263  | 262  | 291  | 341  | 444  | 590  | 598  | 651  |